# Nassim J. Avat
Nassim J. Avat (* 29. Juli 1990 in Münster) ist ein deutsch-israelischer Schauspieler.

## Leben
Nassim Avat studierte von 2008 bis 2011 am Deutschen Zentrum für Schauspiel und Film, von 2011 bis 2012 am Lee Strasberg Theatre and Film Institute in Los Angeles.
Bereits während seines Studiums hatte Avat einige Theaterengagements, so spielte er 2010 den Paul John in der Tragikomödie Die Ratten am Gerhart-Hauptmann-Haus in Düsseldorf; 2011 spielte er am Marilyn Monroe Theatre in Los Angeles. Im Jahr 2019 spielte er bei der Ruhrtriennale in dem Stück The Welcoming Party der Theatergruppe Theatre-Rites.
2017 übernahm er nach mehreren kleineren Rollen in verschiedenen Serien eine Hauptrolle im australischen Filmdrama Berlin Syndrome, das für mehrere Filmpreise nominiert war. 2017 spielte er einen Drogendealer in der RTL-Seifenoper Alles was zählt. Von 2019 bis 2020 war er in der ebenfalls von RTL ausgestrahlten Serie Nachtschwestern als Hauptdarsteller zu sehen. 2021 bis 2022 spielte er bei Gute Zeiten, schlechte Zeiten als Hauptdarsteller in der Rolle des Kian Dawalu mit.

## Filmografie (Auswahl)
- 2011: Online Secrets
- 2013: Unter uns
- 2015: Kumbaya! (Webserie, neun Folgen)
- 2016: Gut Holz (Webserie)
- 2017: Berlin Syndrome
- 2017: Alles was zählt
- 2019–2020: Nachtschwestern
- 2019: Dunkelstadt
- 2021: Wenn das fünfte Lichtlein brennt
- 2021: Binge Reloaded
- 2021–2022: Gute Zeiten, Schlechte Zeiten

## Theatrografie (Auswahl)
- 2010: Die Ratten (Gerhart-Hauptmann-Haus, Düsseldorf)
- 2011: Fool for love (Marilyn Monroe Theatre, Los Angeles)
- 2011: Orphans (Marilyn Monroe Theatre, Los Angeles)
- 2011–2012: The Wedding (Avery Schreiber Theatre, Los Angeles)
- 2018: The Welcoming Party (Ruhrtriennale/Theatre-Rites)